# Ligne 4 Sheppard
Pour les articles homonymes, voir Sheppard.
La ligne 4 Sheppard, est la plus récente et la plus courte du métro de Toronto, entre la station Sheppard-Yonge (sur la ligne 1 Yonge-University) et Don Mills. Cette ligne est la seule qui soit entièrement souterraine.

## Historique
Elle est représentée par une couleur prune.

## Stations

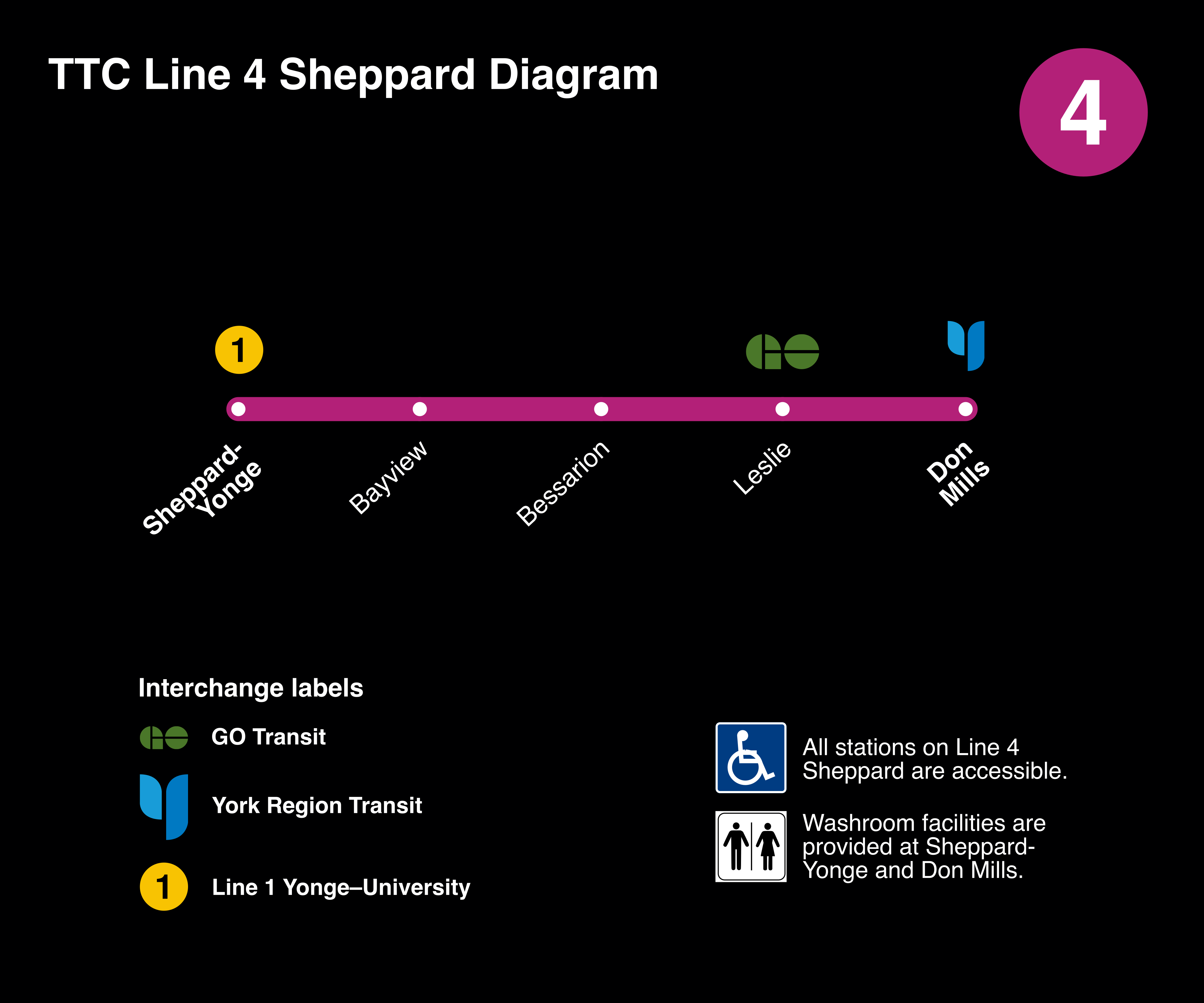

| Stations       | Ouverture | Correspondances          |
| -------------- | --------- | ------------------------ |
| Sheppard-Yonge | 2002      | Ligne 1 Yonge-University |
| Bayview        | 2002      |                          |
| Bessarion      | 2002      |                          |
| Leslie         | 2002      | GO Transit               |
| Don Mills      | 2002      | York Region Transit      |